# Colonia Elisa
Colonia Elisa est une ville de la province du Chaco, en Argentine, et le chef-lieu du département de Sargento Cabral.
La ville se trouve au nord-est de la province à 20 km du Parc national Chaco.